# Tåsinge
Tåsinge é uma ilha da Dinamarca, com área de aproximadamente 70 km². Situada a sul de Funen, e com 6187 habitantes (em 2010). Tåsinge era dantes chamada Thorsinge ou Thorsenge, que na língua dinamarquesa significa "o leito de Thor". "Inge" pode também significar "juventude".
Tåsinge é famosa pelo castelo Valdemars Slot, edificado entre 1639 e 1644 pelo rei Cristiano IV da Dinamarca, e por ter sido nesta ilha que morreram Elvira Madigan e o seu amante.

Localização de Tåsinge.

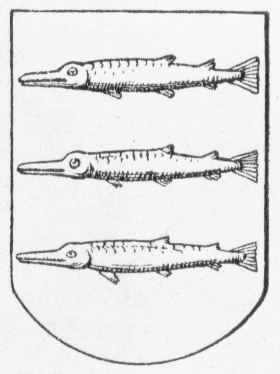
Brasão de Tåsinge em 1610